# 3894 Williamcooke
3894 Williamcooke è un asteroide della fascia principale. Scoperto nel 1980, presenta un'orbita caratterizzata da un semiasse maggiore pari a 2,6268006 au e da un'eccentricità di 0,1710797, inclinata di 13,35615° rispetto all'eclittica.
L'asteroide è dedicato all'astronomo britannico William Ernest Cooke.